# لانگ آیلند پاور آثوریتی
لانگ آیلند پاور آثوریتی (انگلیسی: Long Island Power Authority) به (اختصاری LIPA) لیپا ["lie-pah"]، یک زیرمجموعه شهری از نیویورک است که مالک سیستم انتقال برق و توزیع برق است که به تمام لانگ آیلند و بخشی از شهر نیویورک معروف راکاوی خدمات‌رسانی می‌کند. لیپا در اصل بر اساس قانون نیروی لانگ آیلند در سال ۱۹۸۵ برای به‌دست‌آوردن زیرساخت‌های برق و گاز طبیعی شرکت لانگ آیلند لایتینگ (لیلکو) پس از لغو نیروگاه هسته‌ای شورهم ایجاد شد. لیپا سیستم انتقال برق لیلکو را در ماه مه ۱۹۹۸ خریداری کرد، در حالی که بقیه زیرساخت‌های مربوط به گاز طبیعی لیلکو با بروکلین یونین گاز ادغام شدند تا کی‌اسپن را تشکیل دهند.
قبل از سال ۲۰۱۴، زیرساخت‌های برق و گاز طبیعی لیپا تحت نام خود اداره می‌شد، اگرچه کی‌اسپن زیرساخت‌های برق و گاز طبیعی خود را تحت یک قرارداد مدیریت قبلی با لیپا تا سال ۲۰۰۷ اداره می‌کرد. کی‌اسپن در سال ۲۰۰۷ با نشنال گرید آمریکا ادغام شد و نشنال گرید تا سال ۲۰۱۳ فعالیت بخش زیرساخت الکتریکی تجارت لیپا را آغاز کرد.
نشنال گرید کنترل بخش زیرساخت الکتریکی تجارت لیپا را در پایان فعالیتش در ۳۱ دسامبر ۲۰۱۳ به پابلیک سرویس واگذار کرد. از ۱ ژانویه ۲۰۱۴، لیپا با گروه پابلیک سرویس مستقر در نیوجرسی قرارداد دارد تا زیرساخت‌های الکتریکی لیپا را از طرف لیپا برای مدت ۱۲ سال اداره کند. کی‌اسپن هنوز زیرساخت گاز طبیعی در لانگ آیلند را اداره می‌کند.
سیستم الکتریکی لانگ آیلند لیپا به بیش از ۱٫۱ میلیون مشتری در شهرستان‌های نساو و سافک و شبه‌جزیره راکاوی در کویینز خدمات ارایه می‌دهد. لیپا هیچ نیروگاه تولید یا دارایی گاز طبیعی خرده فروشی در لانگ آیلند را ندارد یا اداره نمی‌کند، اگرچه بسیاری از نیروگاه‌های تولید برای تأمین نیازهای تأمین برق با لیپا قرارداد دارند. لیپا به عنوان «مالک، اپراتور و/یا سازمان صورت‌حساب» برای ۲۷ تأسیسات تولید برق در لانگ آیلند در کتاب طلایی ۲۰۱۸ اپراتور سیستم مستقل نیویورک، در مجموع برای حدود ۵۰۴۸ مگاوات ظرفیت پلاک نام، فهرست شده‌است.